# Kantlia
Kantlia è una suddivisione dell'India, classificata come census town, di 7.371 abitanti, situata nel distretto di Howrah, nello stato federato del Bengala Occidentale. In base al numero di abitanti la città rientra nella classe V (da 5.000 a 9.999 persone).

## Geografia fisica
La città è situata a 22° 36' 56 N e 88° 15' 08 E.

## Società

### Evoluzione demografica
Al censimento del 2001 la popolazione di Kantlia assommava a 7.371 persone, delle quali 3.825 maschi e 3.546 femmine. I bambini di età inferiore o uguale ai sei anni assommavano a 950, dei quali 469 maschi e 481 femmine. Infine, coloro che erano in grado di saper almeno leggere e scrivere erano 4.938, dei quali 2.789 maschi e 2.149 femmine.